# Zaagraam

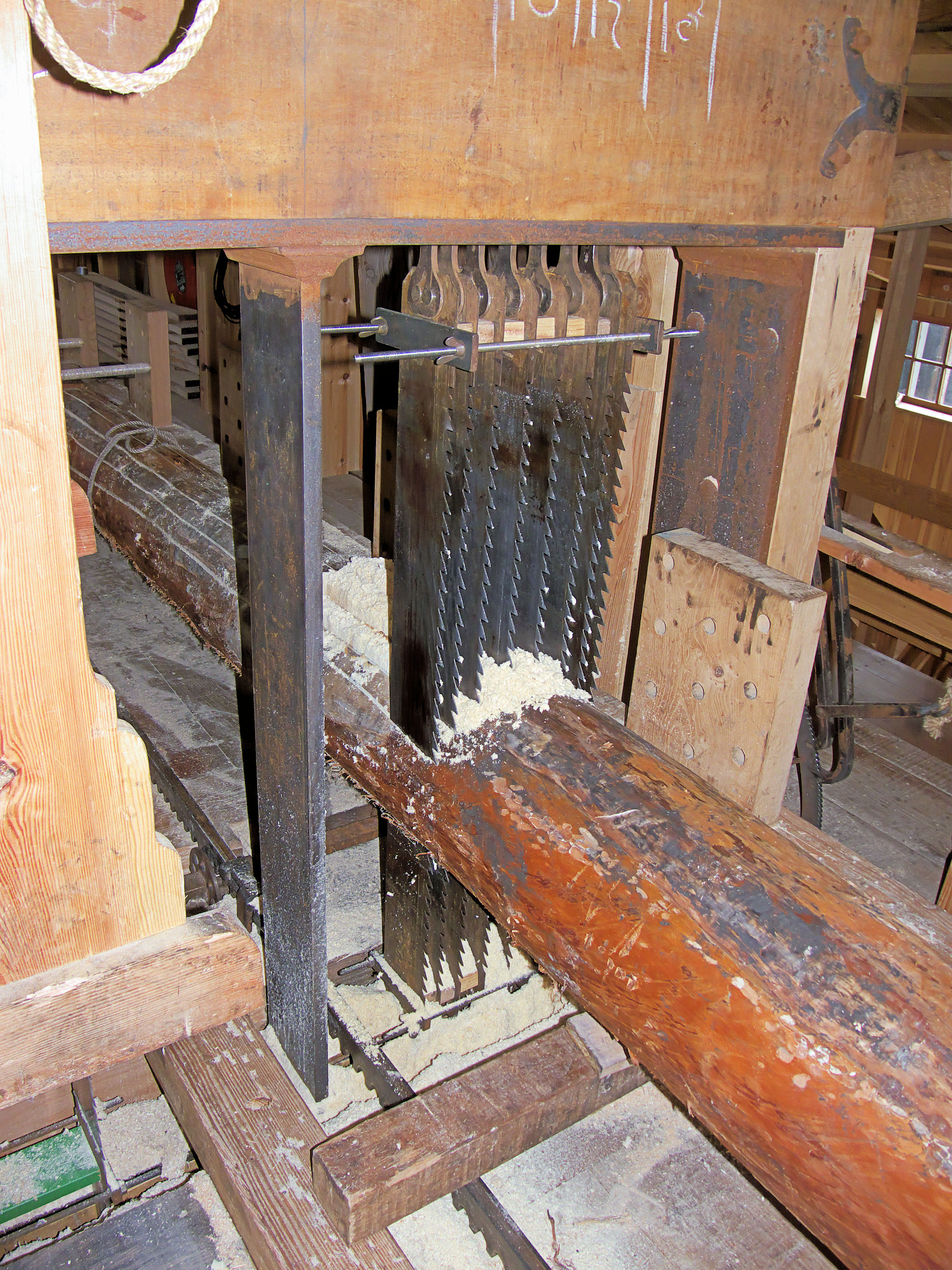
Zaagraam met bovenspanhoofd van Het Jonge Schaap

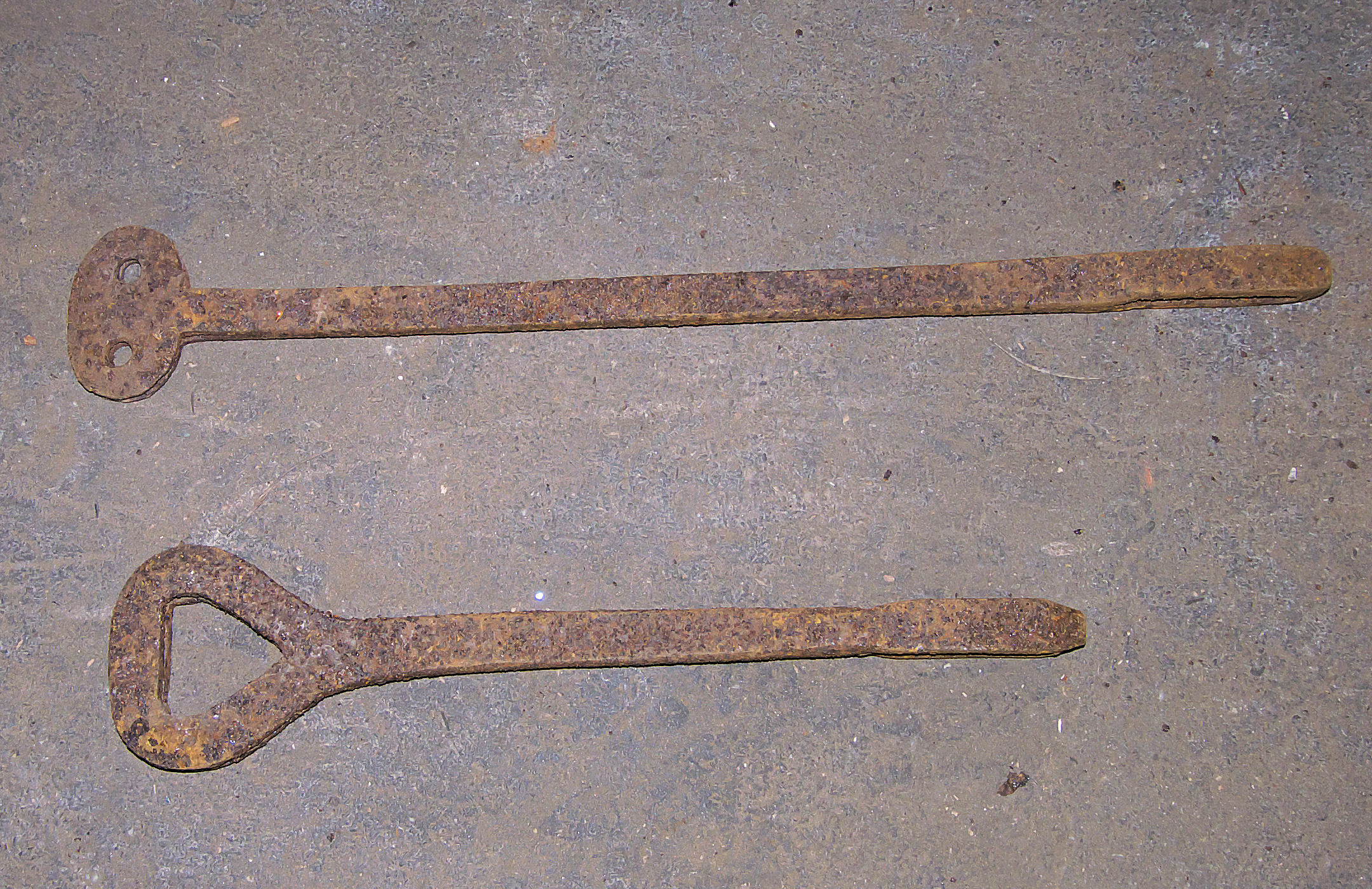
Bovenhengsels

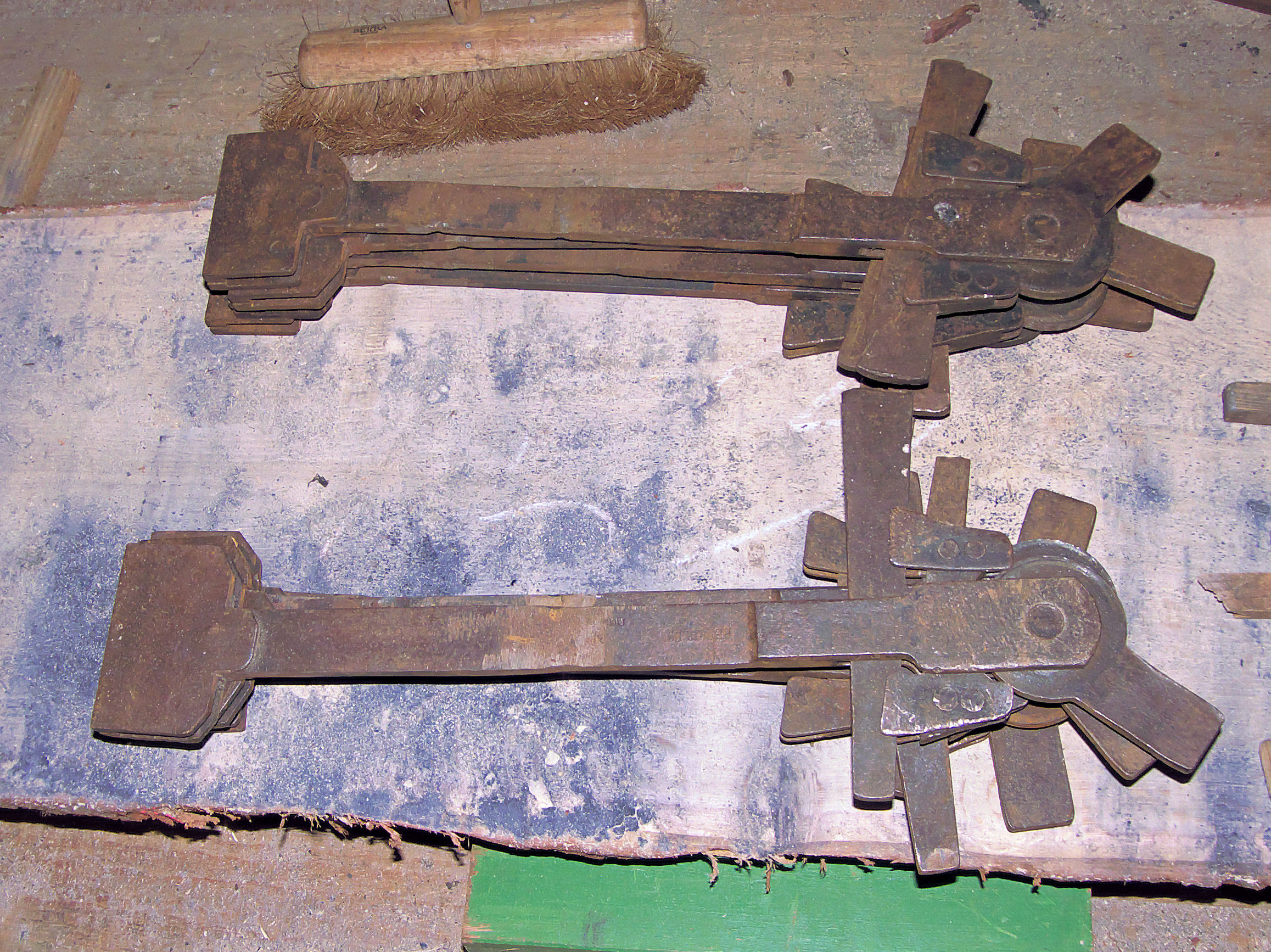
Kluchten of onderhengsels

Het zaagraam is een onderdeel van een zaagmolen. Bij één omwenteling van de bovenas gaan de zaagramen ongeveer 2,25 keer op en neer. In het zaagraam zijn de zagen opgespannen. In de regel zitten er in een zaagmolen drie zaagramen, waarvan bij een bovenkruier meestal de middelste, een zogenaamd schulpraam is voor het schulpen van de gezaagde planken. Bij een paltrokmolen zit het schulpraam aan de buitenkant. Het zaagraam wordt via een wuifelaar (drijfstang) of kolderstok door de krukas op en neer bewogen. Tijdens de neergaande beweging wordt er gezaagd, waarbij het zaagraam tijdens het zagen iets naar voren kantelt. Bij de opgaande beweging wordt het te zagen hout met behulp van het krabbelrad naar voren getrokken. Bij hard hout of weinig wind is dit vaak maar één tandje van het krabbelrad, bij zacht hout 2-4 tanden. 
Het zaagraam bestaat uit twee raamstijlen met daartussen van boven naar beneden
- het draaihoofd waaraan de wuifelaar bevestigd is.
- het raamkalf
- het bovenspanhoofd en
- het onderspanhoofd voor het opspannen van de zagen.

De zagen zitten onderaan met kluchten of onderhengsels tussen de twee balken van het onderspanhoofd. Bovenaan zitten ze met bovenhengsels tussen de twee balken van het bovenspanhoofd. De zagen worden opgespannen door een wigvormige spie in het hengsel aan te slaan. Tussen de zagen zitten spanhoutjes, waarvan de dikte afhankelijk is van de gewenste zaagdikte van de planken en balken. De zagen staan in een enigszins holle vorm, van links naar rechts opgespannen, waardoor de buitenste planken of balken het eerst worden afgezaagd. Anders zouden deze uitbreken. Van een zaagblad zijn telkens vier tanden gezet, de vijfde tand staat recht voor het afvoeren van het zaagsel.
Voor het geleiden van de zaagramen zitten er twaalf strijkplaten in de raamstijlen. Op elke hoek zit een strijkplaat aan de voorkant, achterkant en buitenzijde, die langs verstelbare pokhouten neuten glijden. De neuten zitten in de vloer- en raamzolderbalken. De balken, die bij het zaagraam dwars onder de vloer zitten worden triemen genoemd. De voorste triem onder de raamzolder is voor het plaatsen of verwijderen van het zaagraam gemakkelijk te verwijderen. Het tijdens het zagen naar voren kantelen van het zaagraam wordt bereikt doordat de twee strijkplaten aan de voorkant van de onderste hoeken iets hol en de twee aan de achterkant van de onderste hoeken iets bol zijn.
De zaagramen moeten allemaal even zwaar zijn wil de molen soepel kunnen draaien. Ze worden op gewicht gebracht door de ramen met ijzer te verzwaren.
Op het raamkalf van het zaagraam is de krabbelstok bevestigd. De krabbelstok zit vast aan de krabbelarm, waarmee het krabbelrad wordt bediend. Door de op en neergaande beweging van het zaagraam wordt op deze manier tegelijkertijd het krabbelrad voortbewogen.
Een pompraam is een zaagraam van een wagenschotzager dat als balansraam functioneert, maar waarmee niet kan worden gezaagd.

## Afbeeldingen

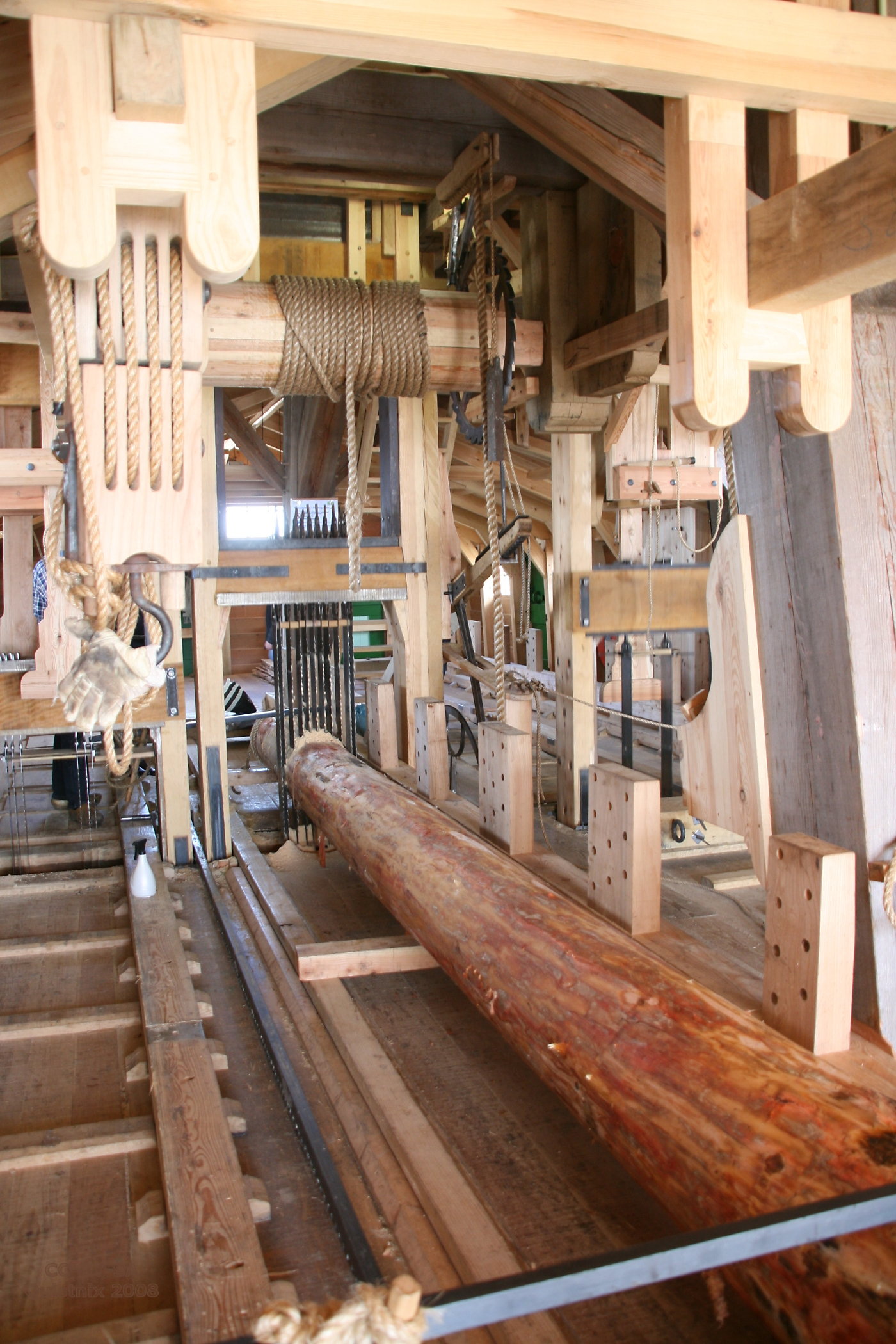
Zaagraam van Het Jonge Schaap
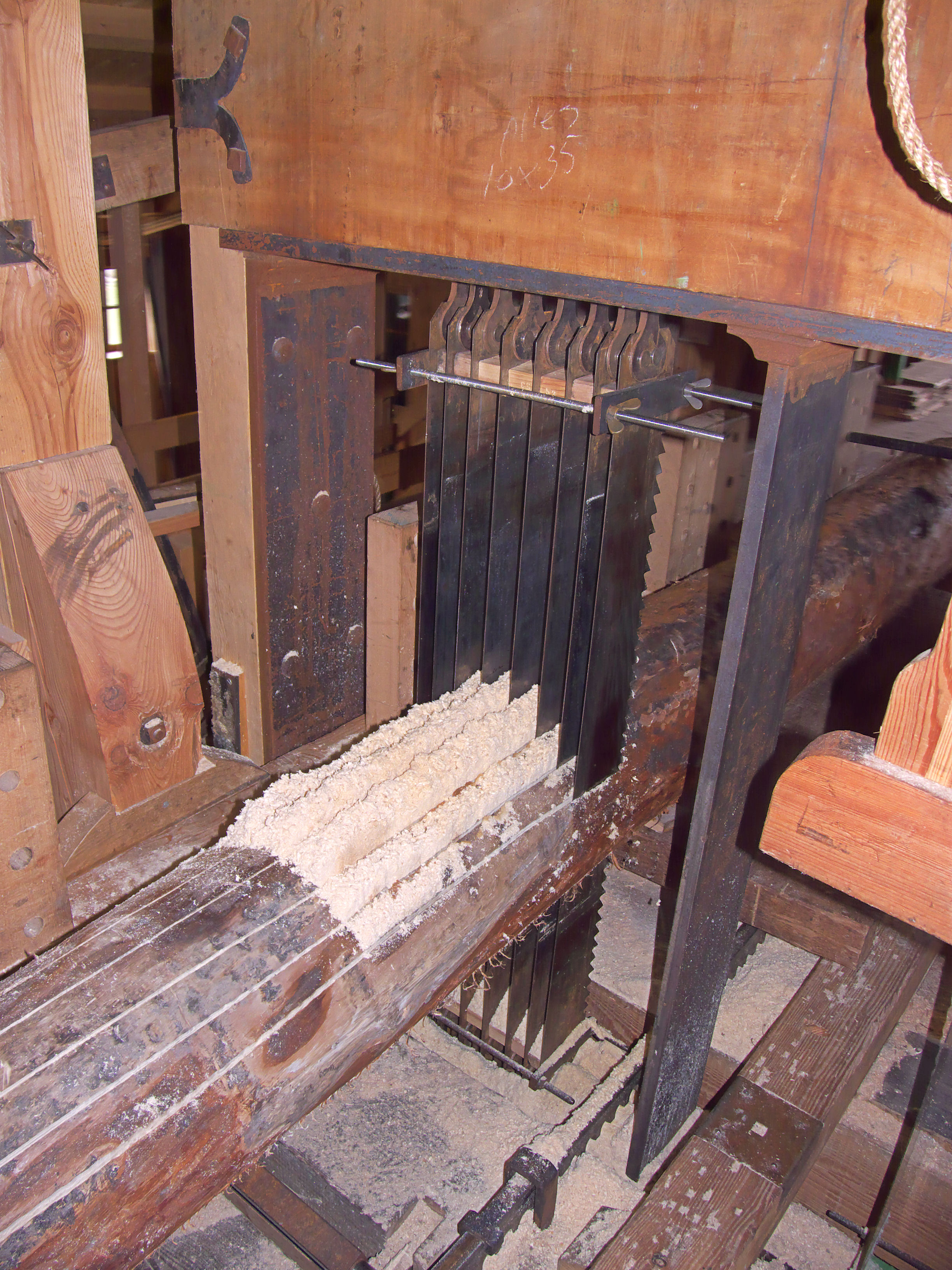
Achterkant zaagraam van Het Jonge Schaap
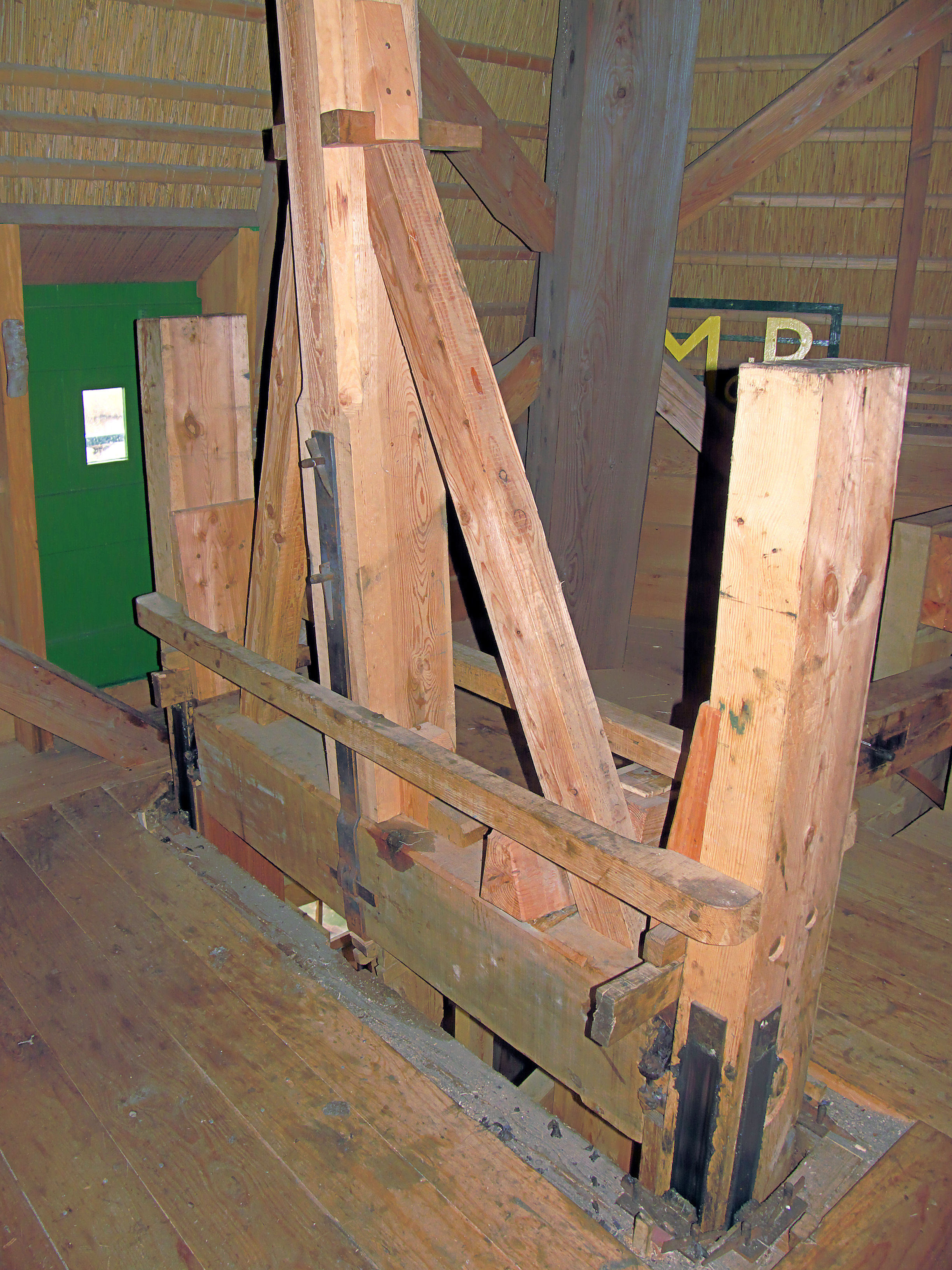
Draaihoofd met wuifelaar
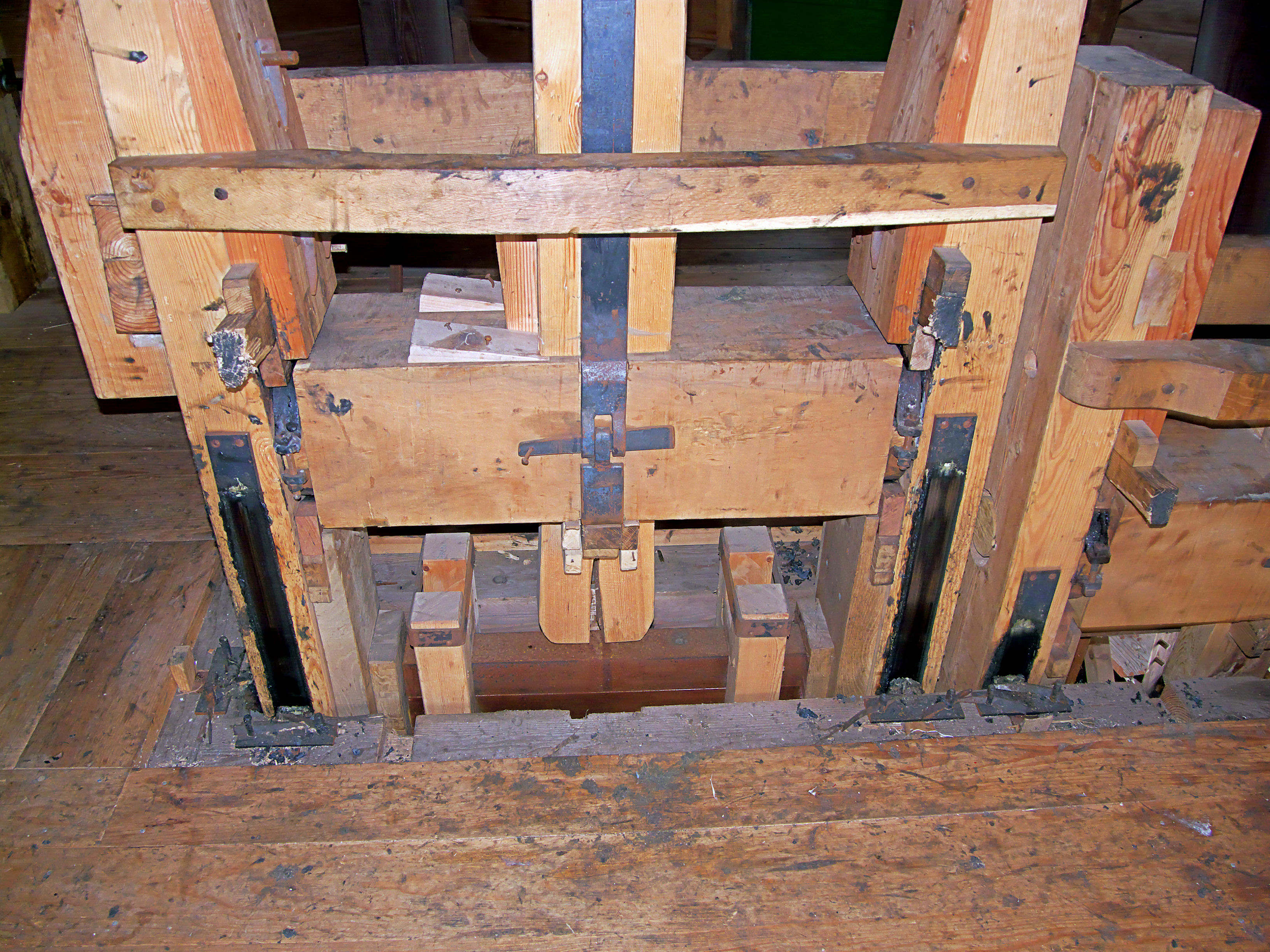
Draaihoofd met wuifelaar en raamkalf van schulpraam
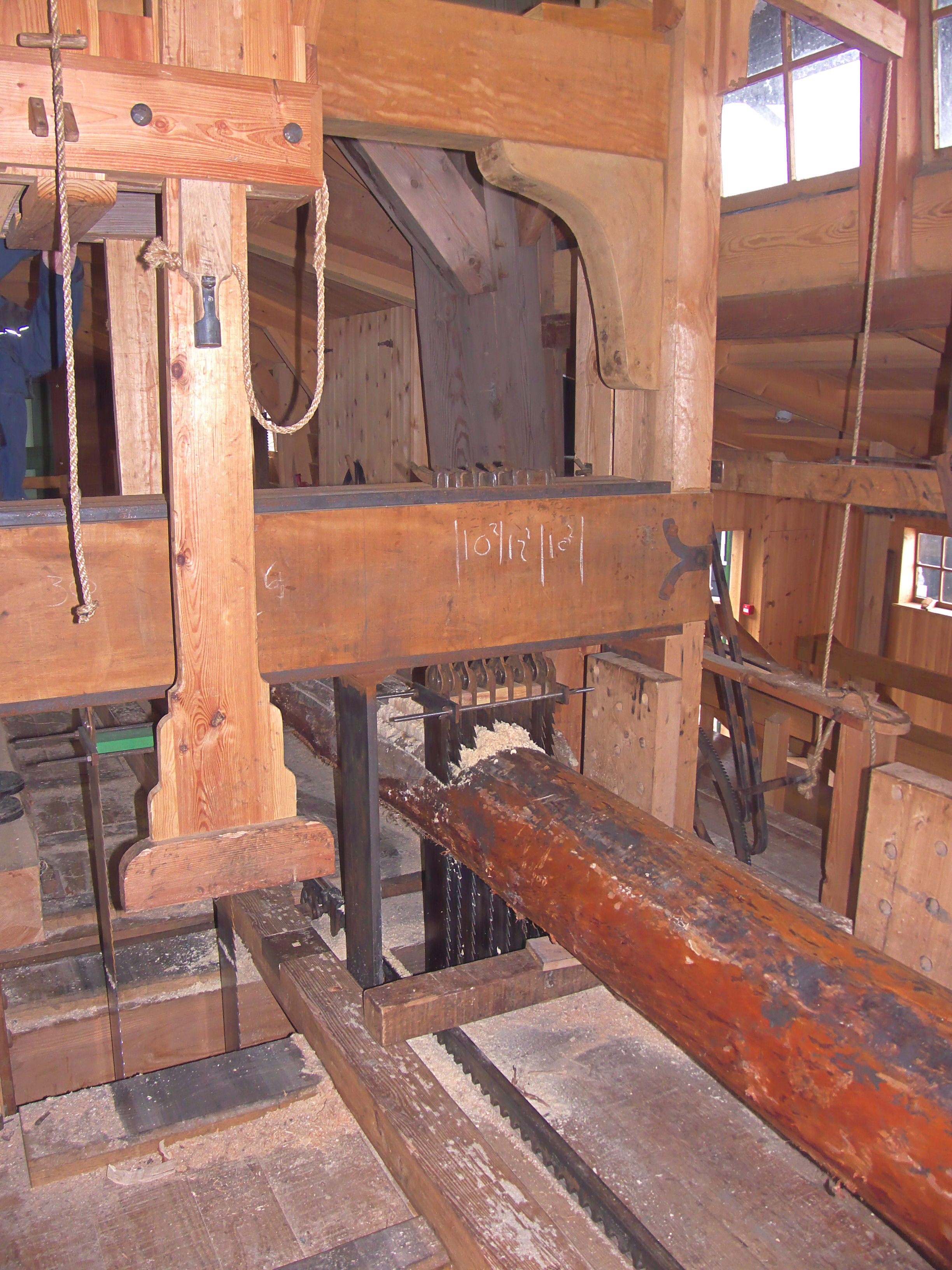
Bovenspanhoofd met wigvormige spiën
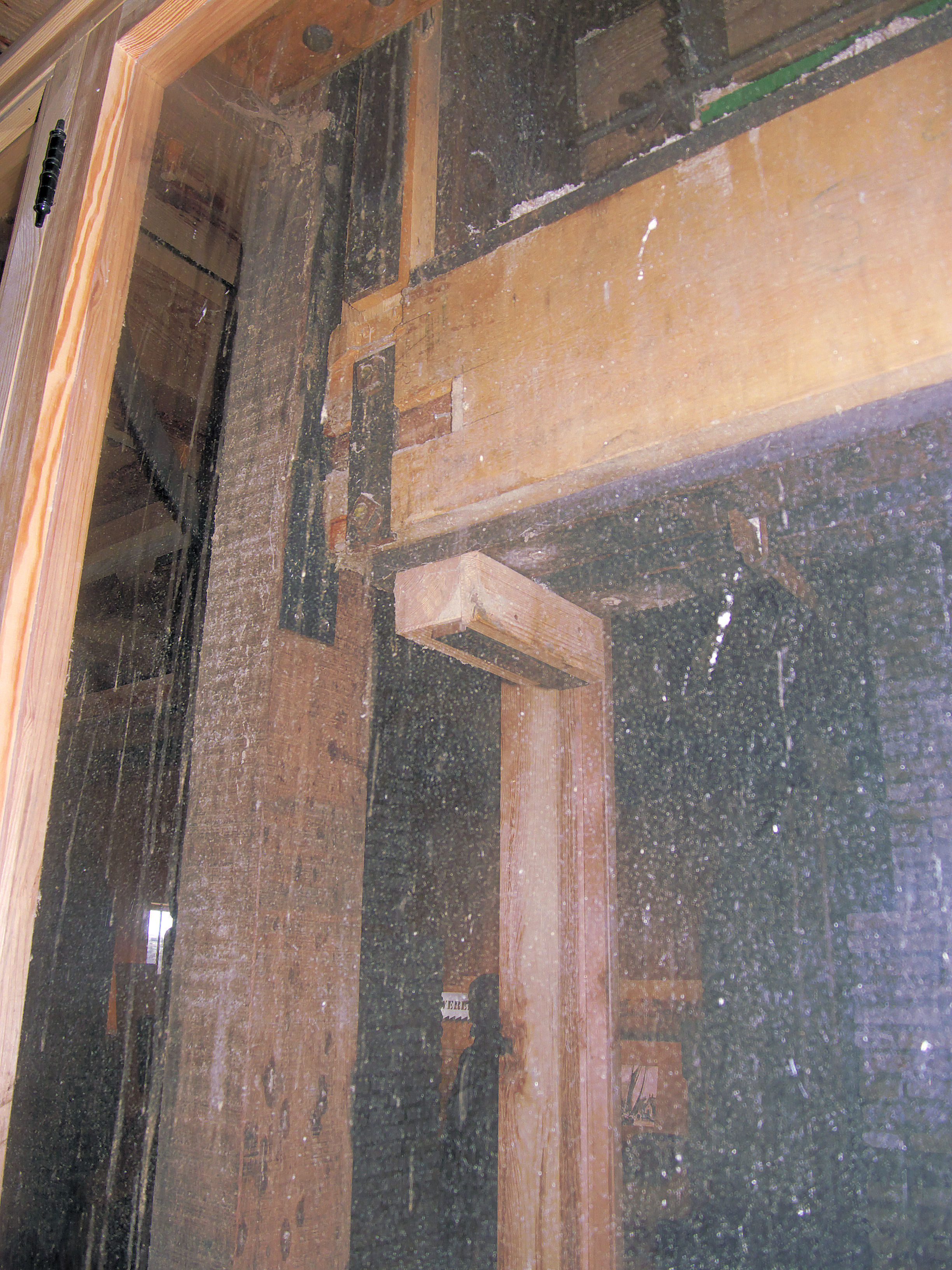
Onderspanhoofd
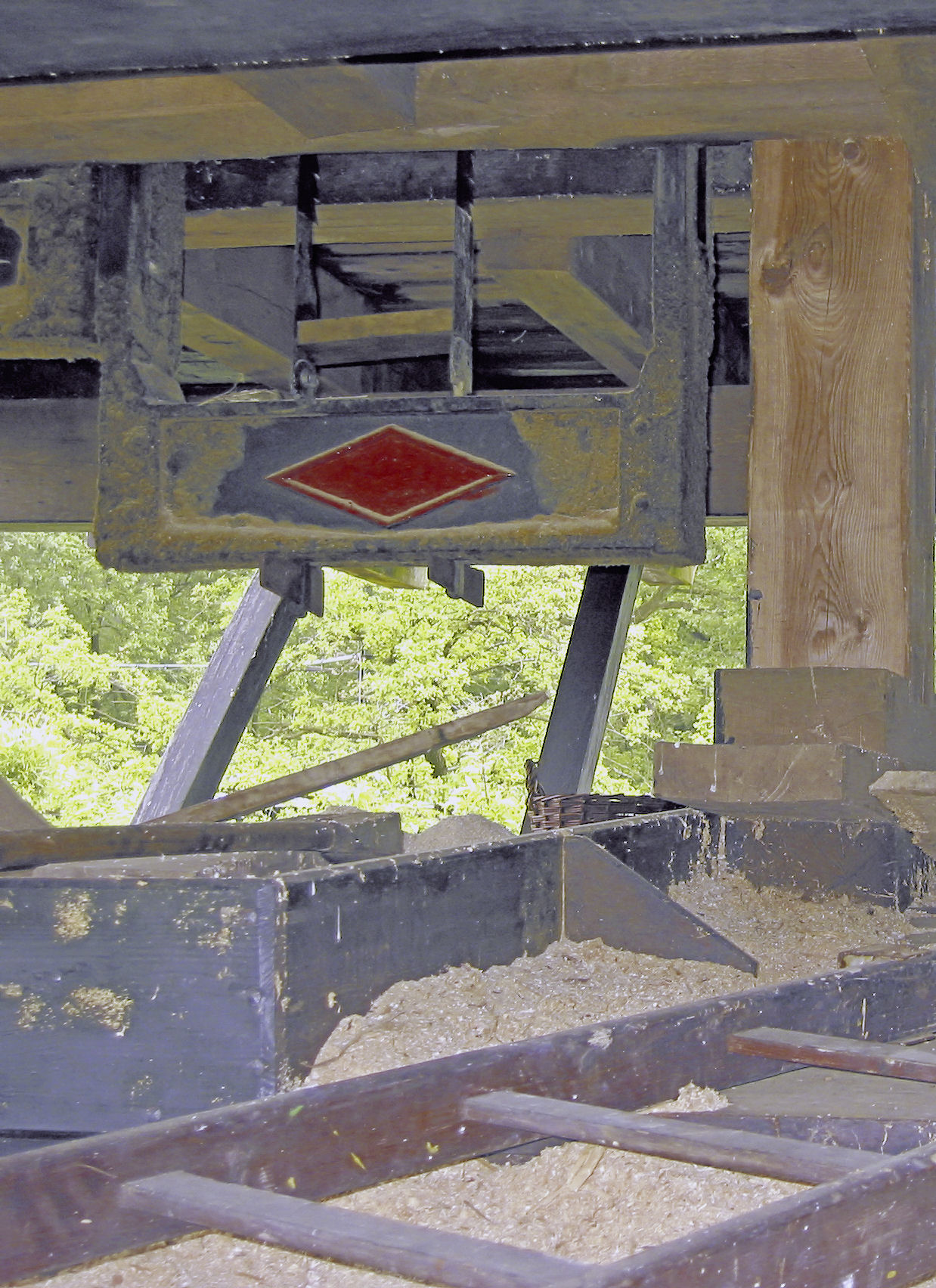
Onderspanhoofd van ijzeren zaagraam
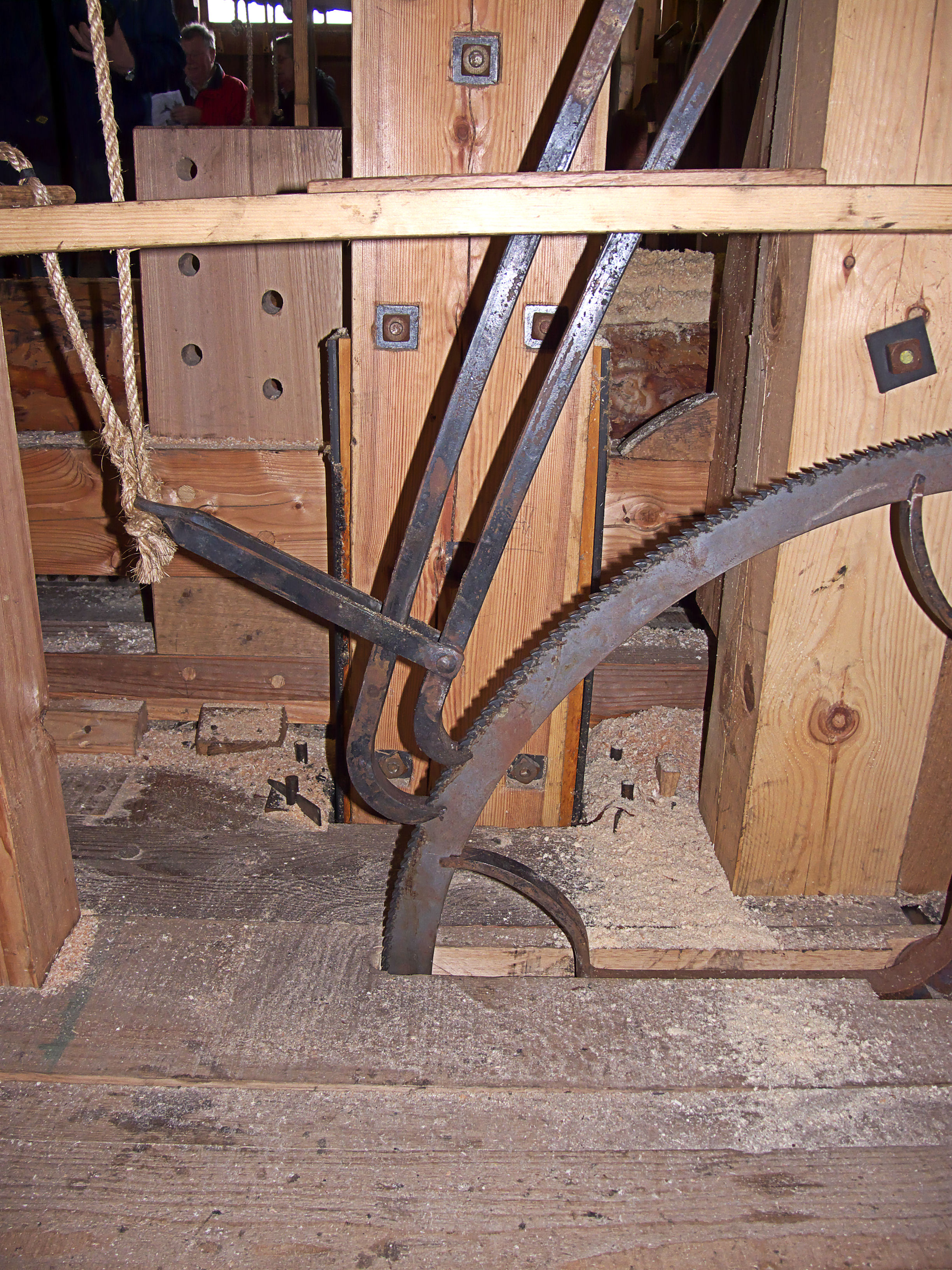
Strijkplaten aan de voor- (hol) en achterkant (bol) van het zaagraam
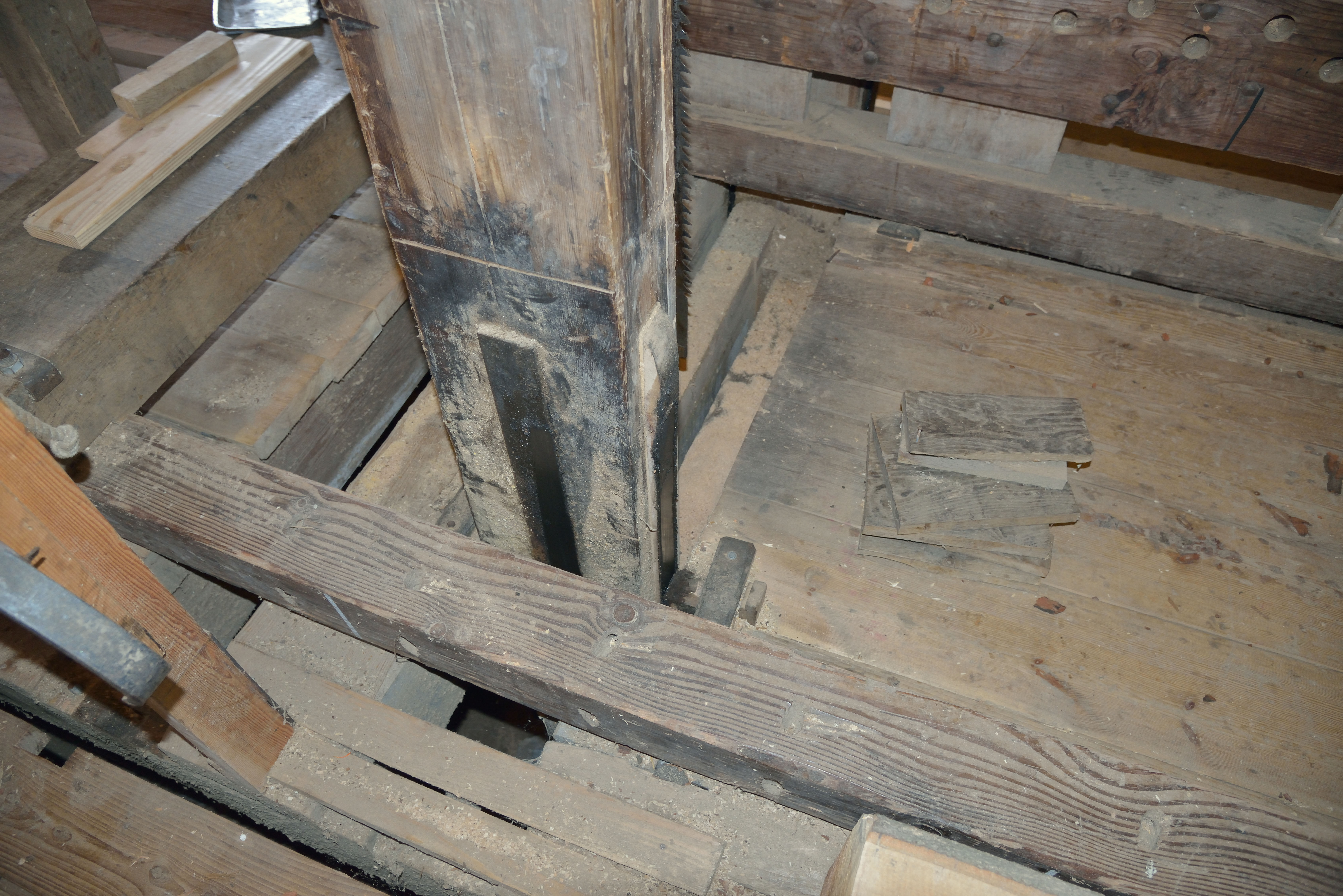
Holle strijkplaat aan de voorkant van het zaagraam met vlakke strijkplaat aan de zijkant
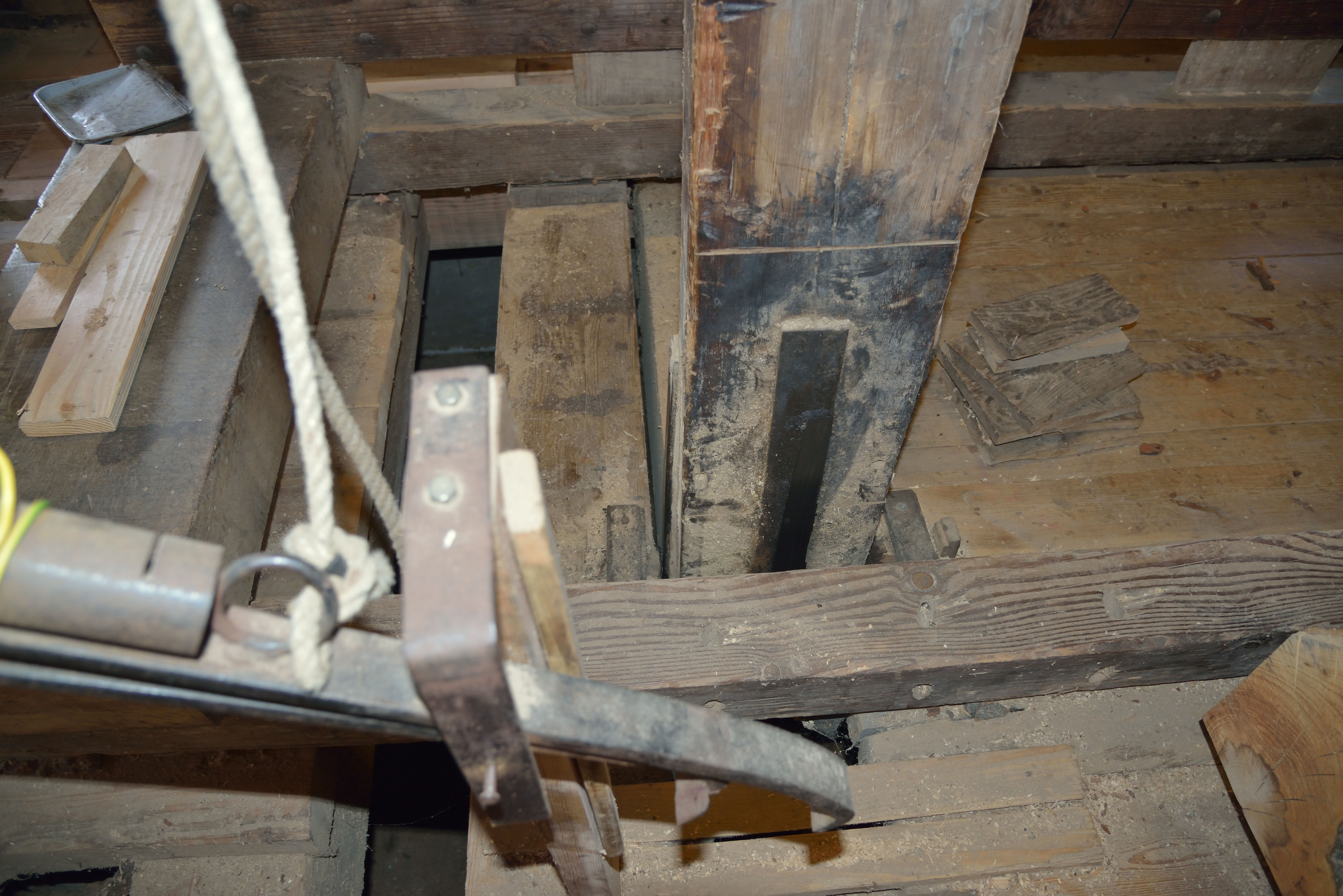
Bolle strijkplaat aan de achterkant van het zaagraam
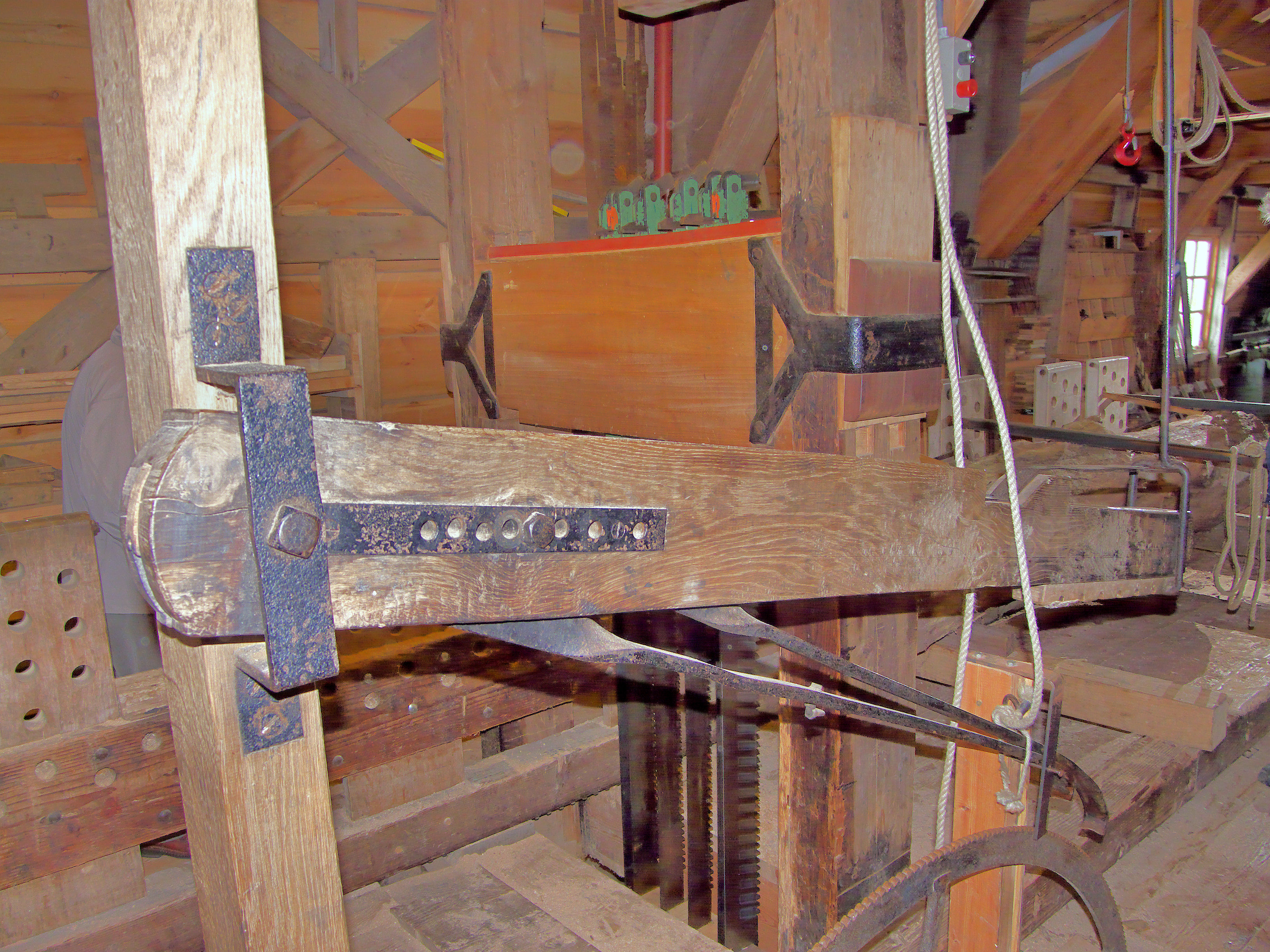
Krabbelarm
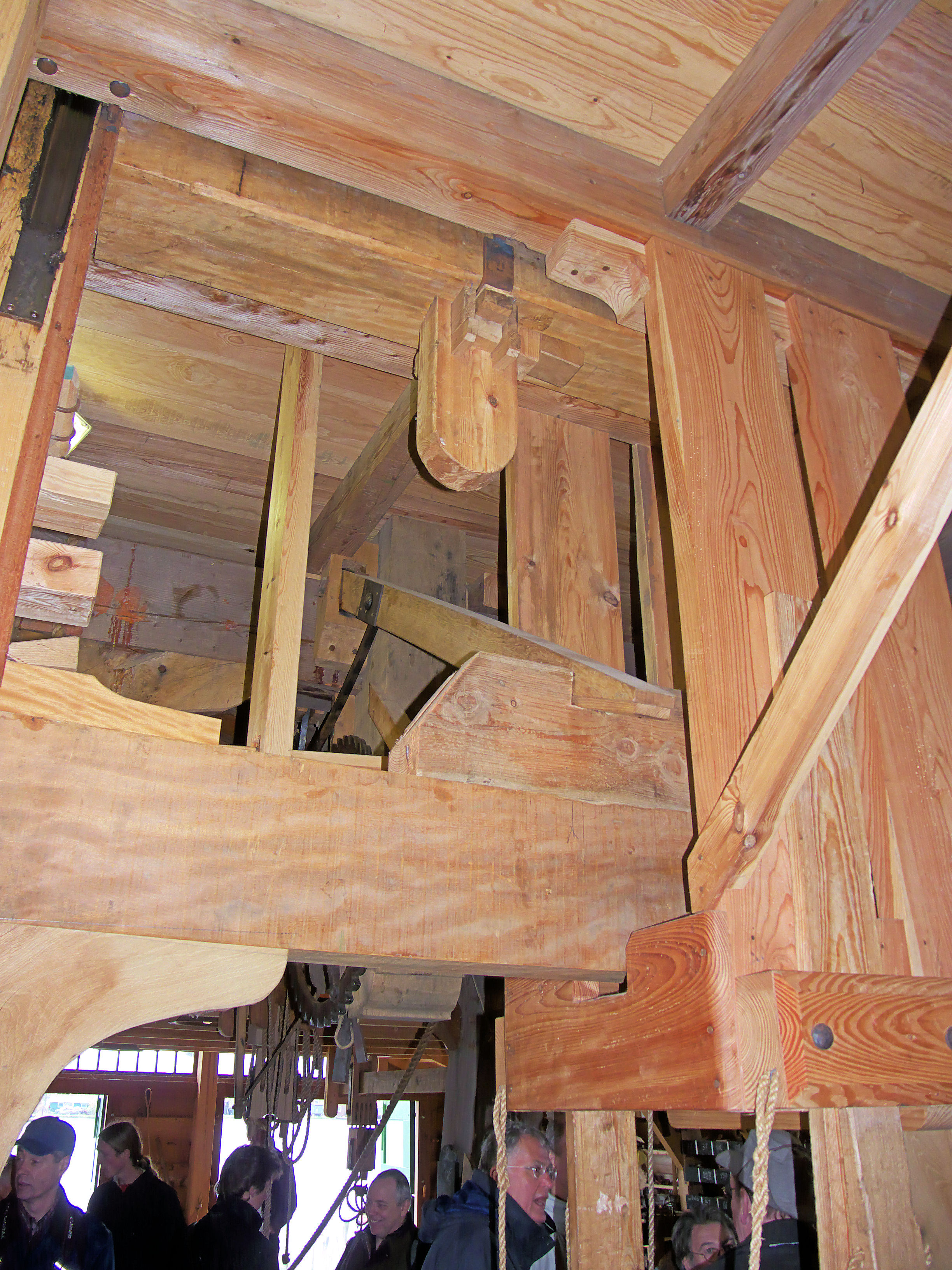
Raamkalf met krabbelstok